# Château de Puymarteau
Le château de Puymarteau est un manoir périgordin situé sur la commune de Brantôme, dans le département de la Dordogne, en région Nouvelle-Aquitaine.
Après avoir appartenu à des familles pour une vocation uniquement résidentielle, le Manoir de Puymarteau abrite désormais un centre de bien-être sur sa propriété.

## Localisation
Le château de Puymarteau domine Brantôme et la vallée de la Dronne. 

## Historique
Ainsi, le 26 octobre 1463, noble Jean Chevalier, damoiseau de Puymarteau et seigneur de Puygombert, rend hommage à l'abbé de Brantôme, Jean de Bernage. La famille Chevalier est dite seigneur de Puymarteau jusqu'au XVIe siècle. Elle a fait construire le château dans la seconde moitié du XVIe siècle. Sa construction est terminée en 1565. La terrasse, côté est, a été ajoutée au XVIIe siècle. Au XIXe siècle ont été ajoutés un logis, perpendiculairement au château, côté ouest, contre la tour-escalier, et la grange, dans le prolongement du château, au nord. Étienne Chevalier est dit seigneur de Puymarteau dans les registres paroissiaux de 1562 et 1566. En 1575, c'est un Georges Chevalier qui est dit seigneur de Puymarteau, en 1590, c'est un Jean Chevalier.
Le château est passé dans la famille Saunier, en 1599, quand Marie-Honorette Chevalier, fille de Georges Chevalier, seigneur de Puymarteau, a épousé Antoine Saunier, fils de Gabriel Saunier, de la branche des Saunier de Laborie, de Ferrières, de Montplaisir. En 1636, Léonard Saunier, écuyer, seigneur de Puymarteau, épouse Marguerite Besse. En 1659, devenu veuf, il épouse Gabrielle de Camain. Il meurt en 1671 et il est inhumé « dans les tombeaux de ses aïeux, en l'église paroissiale de Brantôme ». Sa veuve vivait encore en 1690. Il a eu de ce second mariage quatre filles : Nicole, marié en 1678 à Gaston Saunier, seigneur de Ferrières, Anne, mariée en 1688 à François Devaux, seigneur de la Châteauderie, Marie, mariée en 1692 à Antoine de Camain, seigneur des Étangs, et Antoinette.
Le château devait être indivis, car on note qu'en 1669, Joseph Chevalier de Cablanc, bourgeois de Périgueux, est décrit comme seigneur de Puymarteau. Il l'est encore en 1683 et en 1695.
En 1709, un Pierre de Magnac, président de l'Élection de Périgueux, est seigneur de Puymarteau. Il est marié à Marie de Blois. En 1726, Ysabeau de Magnac, fille de Pierre de Magnac et Marie de Blois, s'est mariée avec François de Chalup de Farreyrou. Le château reste quelques années en copropriété entre les Chevalier et les Magnac. En 1739, baptême de Vincent, fils de François de Chalup, seigneur de Puymarteau, et d'Ysabeau de Magnac. Ysabeau meurt en 1772. Elle est veuve de François de Chalup et âgée de 66 ans.
En 1789, parmi les votants de l'ordre de la noblesse, on relève un Léonard-Alexis, comte de Chalup, seigneur de Puymarteau, maréchal de camps. 
Le château a dû être saisi au cours de la Révolution. Au XIXe siècle, le château appartient aux Bussières et à leurs descendants. Le château a alors été une importante exploitation vinicole avant la crise due au phylloxéra. En 1903, Édouard Féret signale dans « Bergerac et ses vins» le « Château Puymarteau » appartenant à Marc Bussières.
La toiture de la tour-escalier a disparu en août 1931 à la suite d'un incendie.

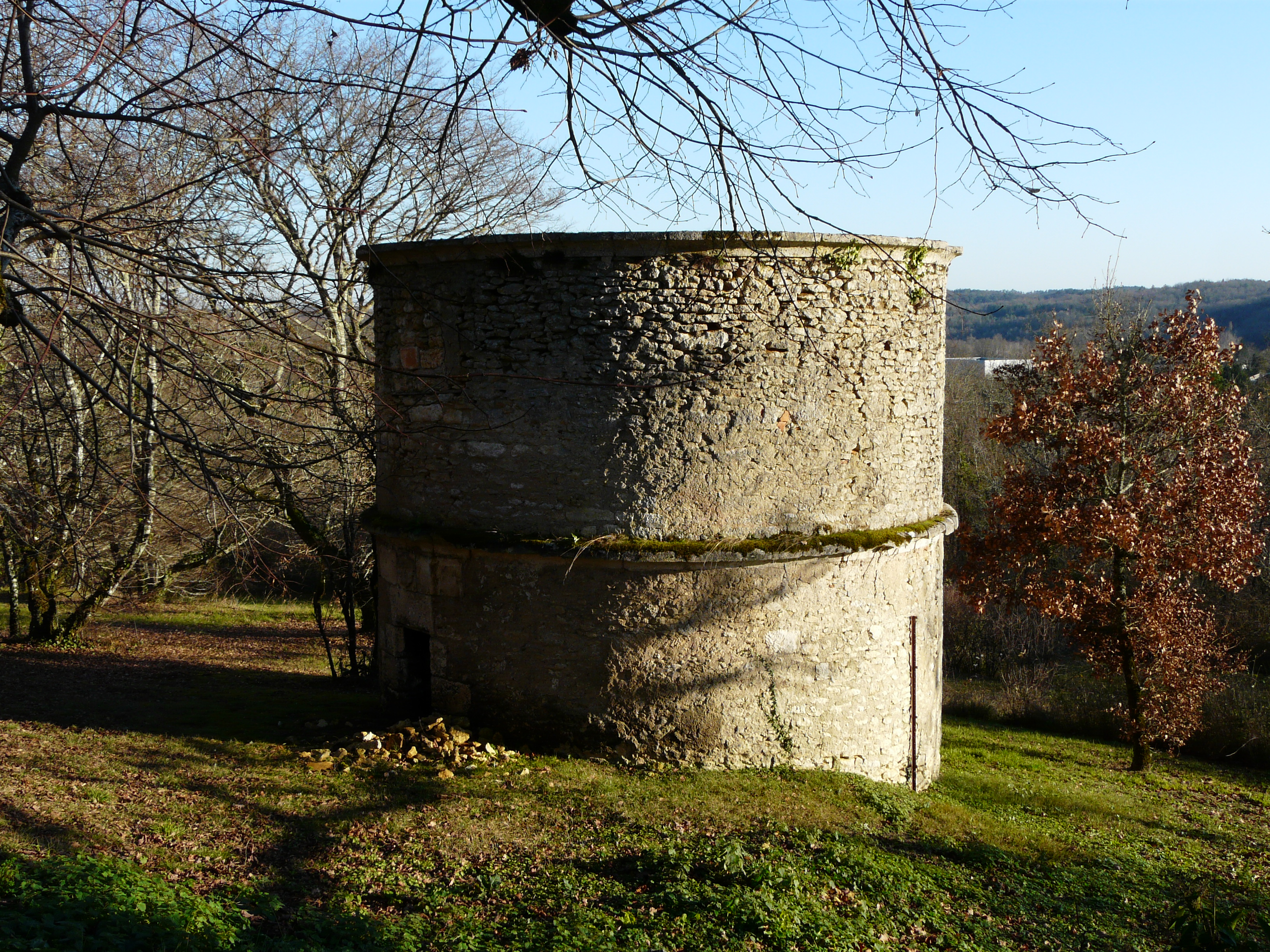
Pigeonnier du château de Puymarteau.

Les façades et les toitures du château avec l'escalier à vis avec sa voûte, le mur de soutènement de la terrasse avec sa balustrade, la partie subsistante du pigeonnier ont été inscrits au titre des monuments historiques par arrêté du 11 mai 1981.
En 2024, après quinze mois de travaux de rénovation de ses granges et bâtiments historiques, le manoir de Puymarteau propose désormais un centre de soins avec balnéothérapie et cabines de massages. Des travaux sont prévus en 2025 pour recréer la toiture de la tour-escalier.